# Monero
Monero (XMR) este o criptomonedă lansată în 2014, renumită pentru accentul său puternic pe confidențialitate și anonimat. Spre deosebire de Bitcoin, unde tranzacțiile sunt transparente și pot fi urmărite pe blockchain, Monero utilizează tehnologii avansate, precum semnăturile inelare, tranzacțiile confidențiale în inel (RingCT) și adresele stealth, pentru a ascunde atât identitatea expeditorului și a destinatarului, cât și suma transferată. Aceste caracteristici fac ca Monero să fie preferată de utilizatorii care doresc o mai mare protecție a datelor financiare, însă, în același timp, au generat controverse legate de potențiala utilizare a monedei în activități ilicite.

## Istorie
Monero își are rădăcinile într-un proiect numit Bytecoin, prima criptomonedă care a utilizat protocolul CryptoNote pentru a spori confidențialitatea tranzacțiilor. Din cauza problemelor legate de distribuția inițială a Bytecoin, un grup de dezvoltatori a decis să creeze un nou proiect bazat pe același protocol. Astfel, pe 18 aprilie 2014, a fost lansat BitMonero, un fork al Bytecoin. În scurt timp, comunitatea a decis să simplifice numele în Monero, care în limba esperanto înseamnă monedă.

#### Îmbunătățiri tehnologice și adopția timpurie (2015-2017)
În primii ani de existență, Monero a cunoscut îmbunătățiri tehnologice majore. Printre cele mai importante inovații se numără:
- Semnăturile inelare, care ascund expeditorul unei tranzacții prin amestecarea cheilor sale cu cele ale altor utilizatori.[5]
- Adresele stealth, care generează adrese unice pentru fiecare tranzacție, făcând imposibilă corelarea acestora cu un anumit utilizator.[6]
- Tranzacțiile confidențiale în inel (RingCT), introduse în 2017, care ascund sumele tranzacționate, sporind și mai mult anonimatul.[7]

În această perioadă, Monero a început să fie adoptat pe piețele darknet, datorită anonimatului superior în comparație cu Bitcoin. Acest lucru a dus la o creștere semnificativă a utilizării și valorii monedei.

#### Introducerea emisiunii continue (Tail Emission) (2022-prezent)
Un eveniment important din istoria Monero a avut loc în mai 2022, când rețeaua a activat mecanismul de emisiune continuă (Tail Emission). Spre deosebire de Bitcoin, care are un plafon fix de 21 de milioane de monede, Monero a adoptat o strategie diferită pentru a asigura sustenabilitatea mineritului. Conform acestui mecanism, după ce oferta inițială a fost atinsă, Monero va continua să emită 0,6 XMR per bloc la nesfârșit. Acest model asigură un stimulent permanent pentru mineri și previne problemele legate de lipsa recompenselor odată cu reducerea treptată a emisiunii, așa cum se întâmplă în cazul Bitcoin.

## Critici
Una dintre principalele critici aduse lui Monero este legată de utilizarea sa în activități ilicite. Datorită anonimatului oferit, Monero a devenit populară în rândul infractorilor care o folosesc pentru spălarea banilor, comerțul cu droguri și alte activități ilegale pe piețele darknet.
De asemenea, transparența limitată a rețelei Monero ridică preocupări cu privire la potențialul abuz. În lipsa posibilității de a urmări fondurile, reglementarea și aplicarea legii devin dificile, ceea ce poate facilita evaziunea fiscală și alte forme de fraudă financiară.
Potrivit unui raport al Consiliului de Securitate al ONU, Monero a fost folosit de grupuri teroriste precum Statul Islamic pentru a-și finanța operațiunile. Această controversă cu privire la Monero și alte așa-numite monede de confidențialitate a dus la suspendarea acestora pe bursele mari cripto, cum ar fi Binance și Kraken.